# Jože Jakomin
Jože Jakomin, slovenski generalpodpolkovnik JLA, * 4. februar 1918, Vnanje Gorice, † 7. december 1985, Zagreb.

## Življenjepis
Leta 1941 je vstopil v NOVJ in naslednje leto v KPJ. Med vojno je bil politični komisar več enot.
Po vojni je nadaljeval s političnim delom znotraj JLA.